# Aiguille Croche
De Aiguille Croche is een 2487 meter hoge berg op de grens van de Franse departementen Haute-Savoie en Savoie. De berg behoort tot het Massif du Beaufortain, deel van de Grajische Alpen.